# Marissa Neitling
Marissa Neitling est une actrice américaine née le 8 mai 1984 à Lake Oswego (Oregon, États-Unis). Elle est connue pour ses rôles de Kara Foster dans la série télévisée The Last Ship et Phoebe dans le long métrage San Andreas.

## Biographie
Marissa Neitling est née à Lake Oswego, Oregon, aux États-Unis. Elle a une jeune sœur nommée Mackenzie et est diplômée de la Lake Oswego High School (en). Par la suite, entre 2002 et 2007, Neitling fréquente l'université de l'Oregon où elle étudie les mathématiques et le théâtre. Après cette réussite, elle poursuit dans la voie du théâtre et participe à diverses productions pour Lakewood Theatre Company, Broadway Rose Theatre Company (en) et Artists Repertory Theatre (en). En 2011, elle obtient un rôle mineur dans la série télévisée Leverage.
Elle décide d'approfondir ses études en restant deux années à la Yale School of Drama (en) où elle obtient un master's degree. Après cela, l'actrice obtient l'un des rôles principaux de la série The Last Ship. En 2015, Neitling obtient son premier rôle au cinéma dans San Andreas, un film catastrophe américain porté par Dwayne Johnson. L'actrice a tourné ses scènes en juillet 2014, durant deux semaines et demi à Gold Coast, en Australie. En 2016, elle participe à un court métrage intitulé Mysterious Ways.

## Filmographie

### Cinéma
- 2007 : The Go-Getter de Martin Hynes (en) : une fille qui pleure
- 2015 : San Andreas de Brad Peyton : Phoebe

### Télévision
- 2011 : Leverage : Christina Valada / Lacey Beaumont
- 2014-2018 : The Last Ship : Kara Foster
- 2018 : Elementary : Nina Hudgins / Skyler
- 2018-2019 : Madam Secretary : Annelies De Runnow

## Voix françaises
En France, Marie Du Bled est la voix française de Marissa Neitling dans The Last Ship tandis qu'Isabelle Volpe lui prête sa voix dans San Andreas.